# 오리노코악어
오리노코악어(Orinoco crocodile)는 절멸위급종인 악어이다. 개체수는 매우 적으며 콜롬비아와 베네수엘라의 담수 환경, 특히 오리노코강과 그 지류에서만 볼 수 있다. 19세기와 20세기에 광범위하게 그들의 피부를 위해 사냥된 이 종은 가장 위태로운 악어 종 중 하나이고, 아메리카 대륙에서 매우 큰 종의 악어와 포식자이다. 과거에는 수컷들이 6.6m까지 보고되었지만 오늘날에는 그러한 크기가 존재하지 않으며 5.2m가 더 널리 허용되는 최대 크기이다. 평균 몸길이는 4.1m이며, 암컷은 평균 225kg보다 훨씬 작다. 성적 이형성은 다른 종들처럼 심오하지 않다. 심지어 다 자란 악어들 사이에서도 색이 밝다.
오리노코악어의 생물학은 야생에서 기록되지 않는데, 대부분이 그것의 적은 개체수 때문이다. 그것은 기회주의적 성향을 가지고 일반주의 포식자의 행동을 초래하는 좀 더 현학적인 식단을 가지고 있다고 여겨진다. 오리노코악어는 때때로 새, 포유동물들을 잡아먹었다. 또한 아마존강돌고래의 유일한 천적이기도 하며 먹이사슬은 대부분 큰 포식동물로 이루어져 있는데, 이것은 악어가 매우 적은 개체수의 물고기를 사냥하는 것에 대해 지역 주민들이 불평하는 일반적인 견해에 이의를 제기한다. 거대한 크기에도 불구하고 오리노코악어는 몇몇 보고에도 불구하고 거의 인간에게 위협을 가하지 않는다. 생식은 수위가 낮은 건기에 일어난다. 오리노코악어는 알을 낳기 위해 모래에 구멍을 파는 구멍 뚫는 악어다. 암컷은 둥지를 지키고 몇 년까지 짊어졌다.

## 분류학
크로커다일속은 아프리카에서 유래한 것으로 보이며 동남아시아와 아메리카로 퍼져 나갔을 가능성이 높지만, 오스트레일리아/아시아에서도 유래한 것으로 추정된다. 계통학 증거에 따르면 크로커다일속은 약 2,500만 년 전 올리고세/마이오세 경계 근처에서 가장 가까운 최근 친척인 마다가스카르의 멸종된 보아이악어에서 갈라져 나온 것으로 나타났다.

## 특성

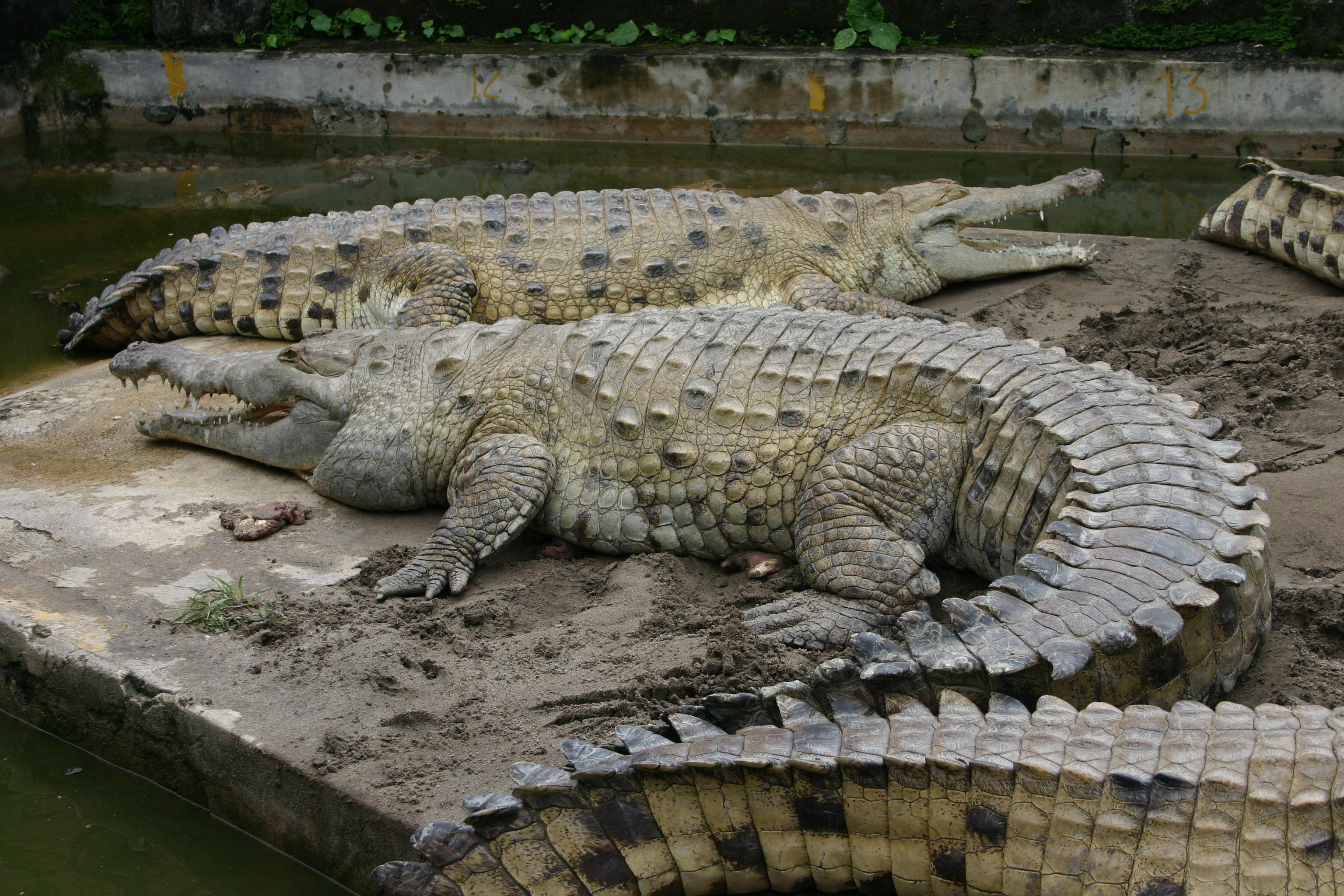
콜롬비아 비야비센시오의 오리노코악어

오리노코악어는 상대적으로 긴 주둥이로 알아볼 수 있는데, 이는 다소 비슷하게 생긴 아메리카악어의 주둥이에 비해 좁다. 이 종은 일반적으로 연한 황갈색 가죽을 갖고 있지만, 적어도 세 가지 색상의 변화가 알려져 있으며, 일부는 거의 완전히 누르스름한 황갈색과 회색을 띤다. 이 현상은 다른 종에서 피부 속 멜라닌의 양을 점차적으로 변화시킬 수 있는 것으로 기록되어 있다. 이 악어들은 암갈색 반점을 가지고 있으며, 어린 표본에서는 더 뚜렷한 띠로, 성숙한 표본에서는 산란 반점을 보인다.

### 크기
오리노코악어는 아메리카 대륙에서 가장 큰 포식자이자 살아있는 파충류 중 하나이다. 평균적으로 아메리카 대륙에서 가장 큰 악어이며, 아메리카악어, 검은카이만, 미시시피악어는 비슷한 차원에 접근할 수 있지만 오리노코악어는 건강한 수치로 볼 때 약간 더 길 수도 있다(또는 건강한 수치로 볼 때 그랬음). 최대 크기를 고려할 때 오리노코악어는 바다악어와 나일악어에 이어 현존하는 진정한 악어 중 세 번째로 큰 악어(범위는 상당히 다르지만 밀접한 관련이 있음)로 분류될 수 있으며, 현대의 오리노코악어 표본이 이 종들과 경쟁할 수 있다고 제안하는 것은 거의 없지만, 가비알 뒤에 있는 현존하는 모든 악어 중 4위를 차지할 수 있다. 오리노코악어의 성적 성숙은 암컷의 경우 약 2.5m, 수컷의 경우 약 3m 길이로 이루어지며, 대부분의 성체 악어는 93kg을 초과한다. 1985년부터 1992년까지 야생 성체 암컷의 평균 길이는 3.06m인 것으로 밝혀졌지만 당시에는 수컷의 성체 길이가 조사되지 않은 것으로 알려져 있다. 사람이 도태하지 않으면 성숙한 수컷은 평생 성장하면서 3.6m를 쉽게 넘고 길이가 4.1~4.8m에 달하며, 큰 표본에서는 무게가 500~700kg에 달하며, 암컷은 예상 길이 3.25m 이상으로 자랄 수 있으며 때로는 225kg을 초과할 수도 있다. 《기네스 세계 기록》에 따르면, 성인의 평균 길이는 3m에 불과했고 직접 발견한 표본 중 가장 큰 표본은 4.2m였다. 사육 중인 로베르토 프랑코 열대 생물학적 관측소(EBTRF)에서 가장 큰 수컷은 4.2m, 몸무게는 428kg, 암컷은 최대 길이 3.9m, 몸무게 195kg으로 기록되었다. 베네수엘라에서는 수컷이 최소 길이 4.1m, 몸무게 380kg에 달하며 암컷은 최대 3.2m, 몸무게 210kg에 달하는 것으로 보고되었다. 역사적으로 보고된 가장 큰 표본은 1800년에 촬영된 것으로 추정되며 6.78m로 측정되었지만, 안타깝게도 출처는 신뢰할 수 있는 것으로 간주되지만 바우처 표본은 알려져 있지 않다. 20세기에 가죽을 찾기 위한 광범위한 사냥으로 인해 오늘날에는 이러한 거대한 악어가 존재하지 않으며, 현생 오리노코악어의 길이는 5.1m를 넘지 않는 것으로 보고되었다. 수컷의 최대 총 길이를 5.2m, 암컷의 최대 길이를 3.6m로 나열했다.

## 분포 및 서식지
콜롬비아와 베네수엘라의 오리노코강 유역에 제한적으로 분포한다. 그들은 트리니다드섬에서 가끔 보고되었지만, 이것은 확인되지 않았고 목격자들은 아메리카악어를 더 희귀한 종으로 착각했을지도 모른다. 이 악어는 한때 열대림에서 안데스산맥 기슭의 개울에 이르기까지 다양한 강가 서식지에서 서식한 것으로 생각되었다. 오늘날 이 종은 야노스 사바나 지역과 관련된 계절성 담수 강에 제한적으로 분포한다.

## 행동 및 생태학

### 사냥 및 먹이

오리노코악어의 사냥 전략

오리노코악어의 먹이생물학에 대한 연구는 거의 이루어지지 않았지만, 목격자들의 진술과 사육장과 악어 양식장의 부분적인 연구로 오리노코악어의 먹이의 대부분은 큰 물고기로 구성되어 있는 것으로 보인다. 비교적 좁은 주둥이는 이러한 수중 먹이를 포획할 때 물의 저항을 최소화하는데 이상적으로 적합하다. 그러나, 기회주의적 최상위 포식자로서, 사실상 파충류, 조류, 포유류와 같은 그 범위 내에 사는 모든 동물들은 잠재적인 먹이로 간주될 수 있다. 두개골은 다소 길지만, 밑 주둥이는 넓어서 일반식물을 암시한다. 게다가, 그들이 나이가 들면서, 특히 성숙한 수컷들은 넓은 주둥이를 보이는 것으로 보이는데, 아마도 몇몇 다른 큰 악어 종에서 볼 수 있는 것처럼 더 큰 먹이를 잡을 수 있게 된 것 때문일 것이다. 수생과 육상의 먹이를 스토킹한다. 큰 성체로서, 육지의 먹이는 원숭이, 사슴, 새, 다른 파충류, 가축, 심지어 기회가 되면 다른 큰 포식자들도 포함할 수 있다. 많은 큰 악어 종들과 비슷하게 오리노코악어는 성체 안경카이만과 같은 더 작은 종의 악어를 잡아 먹기도 하고 때로는 같은 종류의 작은 개체들을 잡아먹기도 한다.

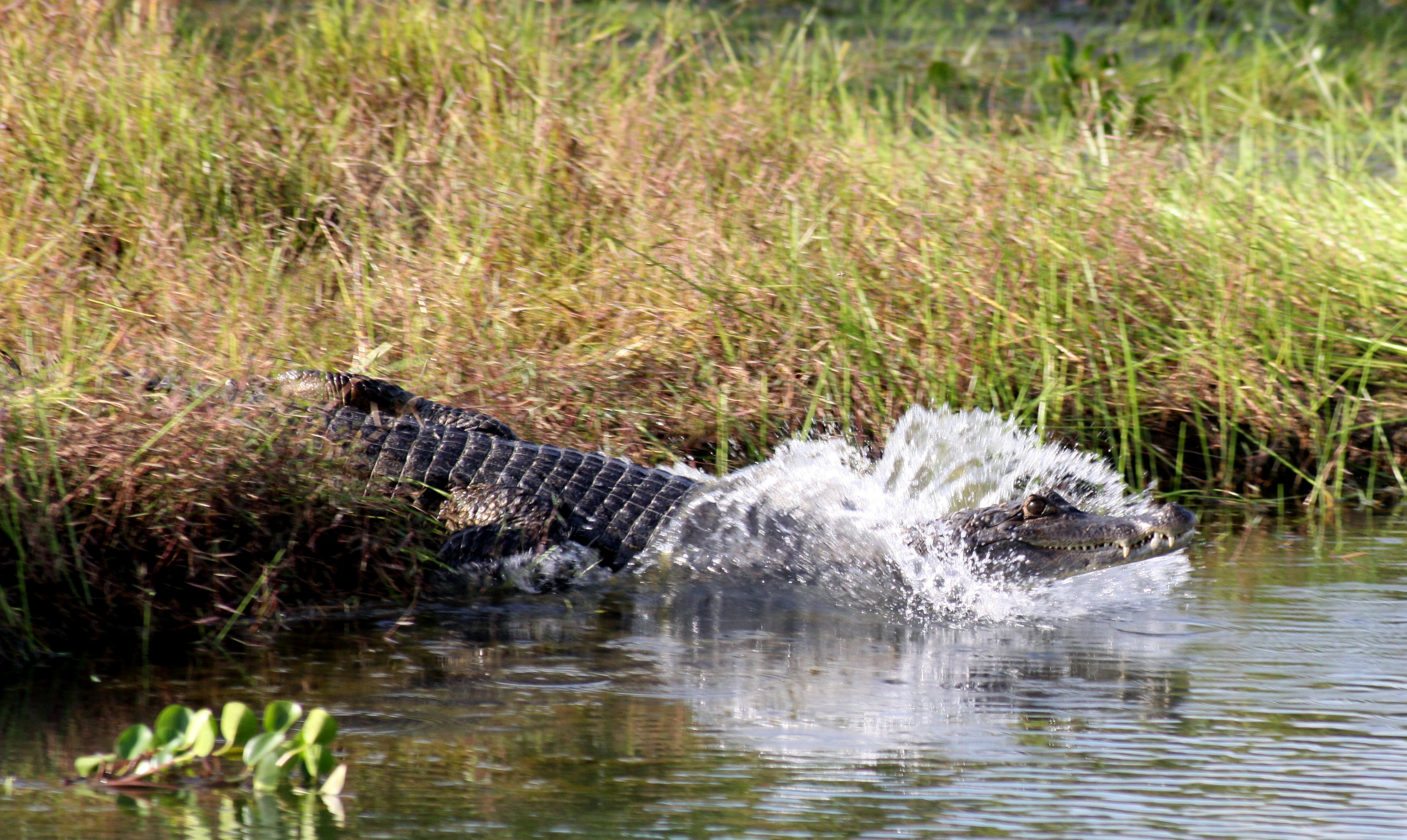
콜롬비아 인근 사바나에서 오리노코악어가 물속으로 첨벙첨벙 뛰어들고 있다.

인간에 대한 공격이 보고되었지만, 이 종의 개체수가 매우 적고, 큰 인간 거주지로부터 상대적으로 고립되어 있다는 점을 감안할 때, 이것이 오늘날 흔한 행동이 될 가능성은 매우 낮다. 역사적으로 공격은 드물지 않았고 1800년 이 지역을 방문한 알렉산더 폰 훔볼트에게 원주민들은 오리노코악어에 의해 매년 두세 명의 성인들이 죽임을 당한다고 말했다. 비교적 흔했던 1900년대에서 1930년대에 소수의 더 잘 기록된 치명적인 공격들이 보고되었다. 2009년 한 어부에 대한 최근의 공격은 심각했지만 치명적이지는 않았다. 두 번째 생존자는 2011년 코제데스강에 있는 라팔미타에서 살고 있다고 보고되었지만, 이 공격에 대한 자세한 정보(정확한 발생 시기 포함)는 아직 밝혀지지 않았다.

### 번식

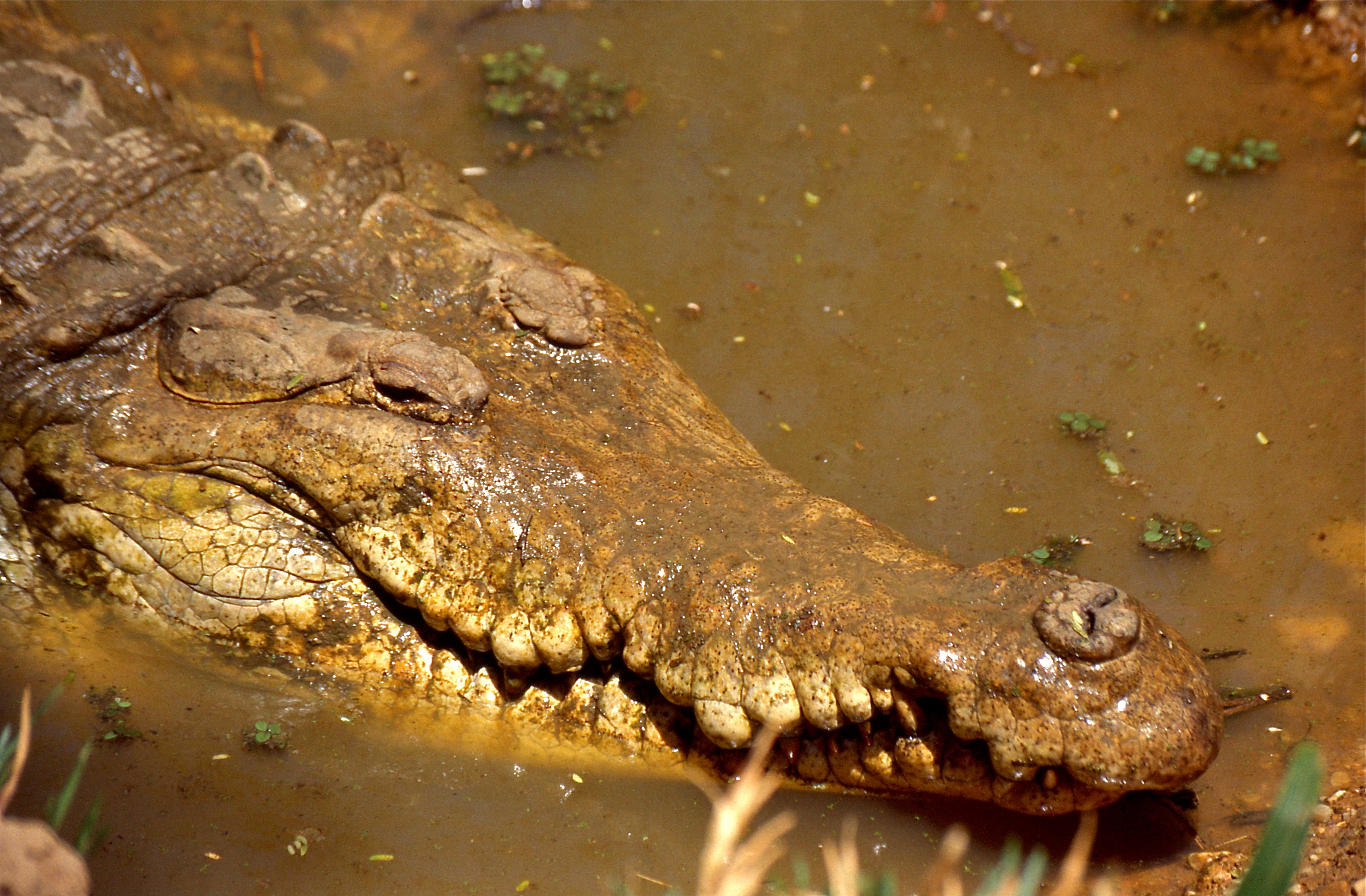
오리노코악어의 머리

건기에 물이 빠지면 오리노코악어는 굴로 물러가 강둑으로 굴을 판다. 성체 한 쌍은 1년 중 가장 건조한 시기에 짝짓기를 한다. 성체 수컷은 포효를 함으로써 암컷을 유혹한다. 암컷은 종종 수컷보다 2대 1로 더 많고 가장 깊은 포효를 하는 수컷을 고르는 것처럼 보인다. 다시 도입된 개체군에서 14마리의 잠재적인 성인 수컷 중 6마리만이 90% 이상의 알을 낳는다. 짝짓기를 한 후 보통 14주 후에 암컷 악어는 둥지를 파서 약 40개의 알을 낳는다. 모든 악어와 마찬가지로 구멍을 뚫는 악어이며, 보통 모래톱에 둥지를 만든다. 알은 흙과 썩는 초목의 혼합물 아래에서 약 3개월 동안 부화한다. 테구가 어미 악어에게 잡히고 죽기도 하지만, 묻힌 알의 가장 흔한 포식자는 테구 도마뱀이다. 밤에 부화하여 어미에게 전화를 걸면, 암컷은 둥지 밖으로 그것들을 파서 물로 운반하는데, 이것은 그보다 훨씬 높은 것이다. 어린 오리노코악어들은 종종 검은대머리수리, 테구, 아나콘다, 카이만, 긴코너구리, 재규어, 그리고 다른 육식동물에 의해 위험에 처하지만, 이 종들도 때때로 방어하는 어미 악어에게 잡히고 죽기도 한다. 어른들은 인간을 제외하고는 포식자가 없다. 암컷들은 일반적으로 독립에 1년에 더 가깝지만, 3년 이상 어린 악어의 꼬투리를 지켜왔다. 사로잡힌 오리노코악어들에 대한 연구는 둥지를 틀고 있는 성인들의 공격적인 행동에 주목했고, 그들이 활발하게 먹이를 찾는 동안에는 평소에 비교적 유순한 악어들에게 접근할 수 없다고 지적했다. 박해가 없다면, 오리노코악어들은 70~80세의 수명을 가질 수 있다.

## 보존 상태

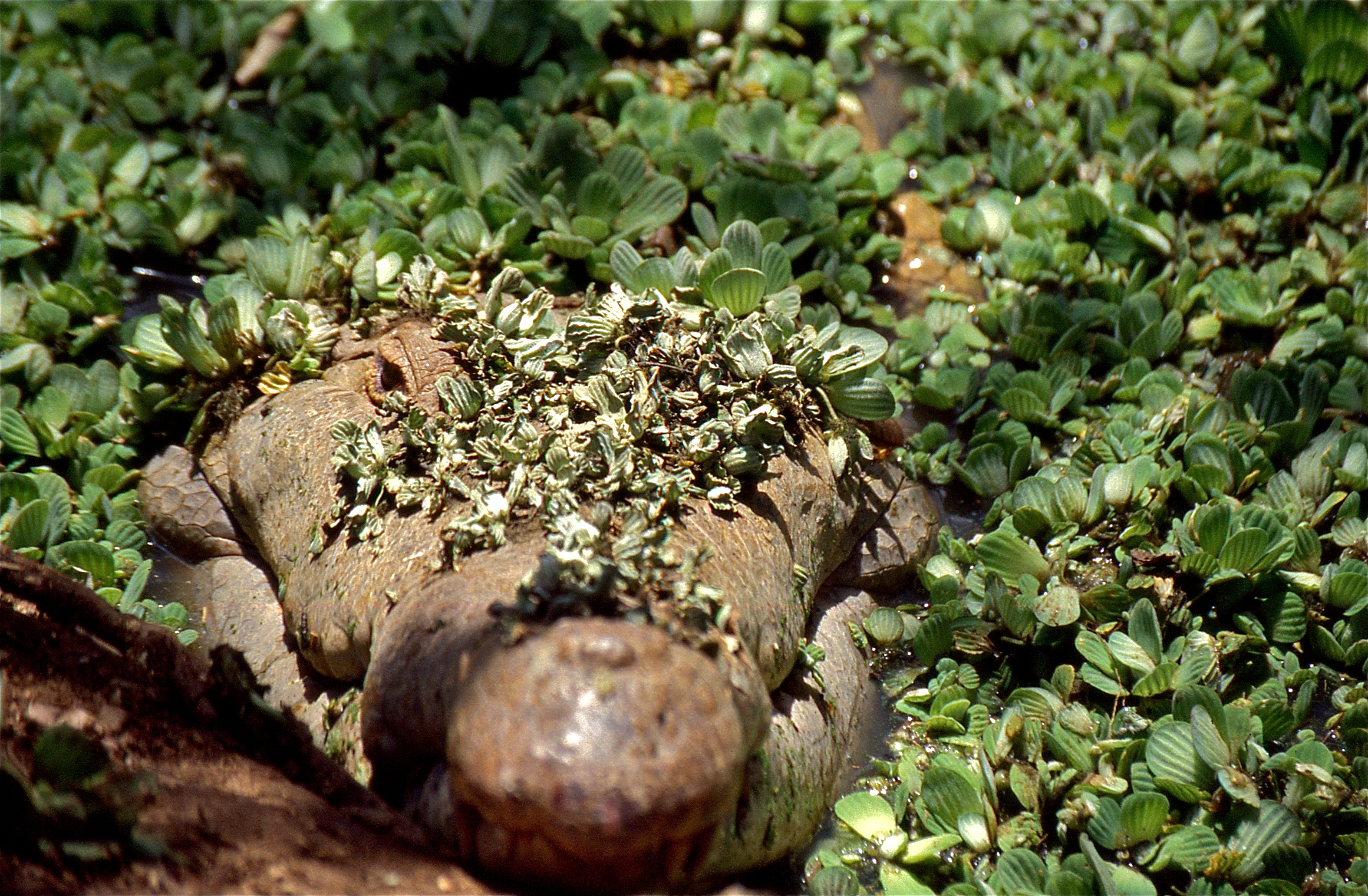
심각하게 고갈된 이 악어들의 개체수를 늘리기 위한 포획 번식 프로그램에서 베네수엘라 야노스의 야생 범위 근처에 있는 오리노코악어

오리노코악어는 가죽을 얻기 위한 과도한 사냥으로 인해 심각한 멸종 위기에 처해 있다. 1940년대부터 1960년대까지 오리노코강과 야노스 습지에서 수천 마리의 이 동물들이 도살되었고, 이 종은 거의 멸종 위기에 처했다. 오리노코악어는 1970년대에 보호 지위를 얻었지만, 아직 회복되지 않았다. 오늘날, 콜롬비아와 베네수엘라에서 모두 보호되고 있으며, CITES에 의해 부록 I에 포함되어 있다. 가죽을 사냥하는 것 외에도, 더 최근의 위협에는 살아있는 동물 거래에서 판매하기 위한 청소년 수집, 오염, 오리노코강 상류 지역의 댐 제안 등이 포함된다. 또 다른 문제는 훨씬 더 많은 개체수와 훨씬 더 가속화된 번식률 때문에 오리노코악어와 물고기 경쟁할 수 있는 더 작은 악어인 안경카이만의 개체수 증가이다.
야생에 얼마나 많은 개체가 남아 있는지는 불확실하지만, 추정치는 250에서 1,500마리 사이이다. 베네수엘라에서 가장 큰 하위 개체군은 코헤데스주와 사라레에 있으며, 남아 있는 성인은 500마리 미만이다. 다른 많은 더 작은 하위 개체군이 존재한다.
2007년 11월, 50마리가 스피시즈360에 등록된 동물원에 사육되었으며, 그 중 가장 많은 35마리가 댈러스 세계 수족관에 사육되고 있다. 또한, 많은 수의 개체가 베네수엘라의 사육 시설에 사육되고 있다. 1990년대 초부터 많은 수의 부화기들이 (특히 자연 중심의 관광이 지역 경제에 중요한 야노스 지역) 개인 목장과 베네수엘라의 국립 공원으로 모두 방사되었다. 오늘날 6개의 베네수엘라 사육 프로그램이 계속되고 있지만, 많은 개체들이 자금이나 직원의 부족과 함께 민간 시설과 국영 시설 사이의 갈등으로 어려움을 겪고 있다.